# Marco Fortin
Marco Fortin (* 8. Juli 1974 in Noale, Provinz Venedig) ist ein italienischer ehemaliger Fußballtorhüter.

## Karriere
Marco Fortin begann seine Laufbahn als Torwart in der Jugendabteilung von Inter Mailand. Zur Saison 1994/95 wurde er erstmals in den Profikader der Nerazzurri berufen, allerdings nie in der Serie A eingesetzt. Für die folgende Saison wurde Fortin an den Drittligisten AC Pro Sesto verliehen, wo er in 16 Spielen der Serie C1 zum Einsatz kam. Im Januar 1997 folgte ein Engagement beim Viertligisten Sassari Torres 1903. Dort hatte der Torhüter eine Stammposition inne, wurde allerdings noch im gleichen Jahr zu Giorgione Calcio abgegeben. Nachdem Fortin dort zwei Jahre in der Serie C2 als Nummer eins verbracht hatte, wurde er vom Zweitligisten FBC Treviso abgeworben, der ihn unter Vertrag nahm. In den Saisons 1999/2000 und 2000/01 kam er als zweiter Torhüter zu 23 Einsätzen in der Serie B.
Anschließend stieg Treviso in die dritte Liga ab und Fortin schaffte den Sprung in die Stammformation. Der direkte Wiederaufstieg in die Serie B wurde allerdings verfehlt, man scheiterte in den Playoffs gegen die AS Lucchese Libertas. Fortin durfte zur Saison 2002/03 dennoch in der zweithöchsten Liga antreten, nachdem er einen Kontrakt bei der AC Siena unterschrieben hatte. Als Stammtorwart schaffte er mit den Toskanern sogleich den Aufstieg in die Serie A. In den nächsten drei Jahren kam er als zweiter Torhüter regelmäßig zum Einsatz und hielt sich mit der AC Siena in der höchsten Spielklasse. Zur Saison 2006/07 unterschrieb er einen Kontrakt beim Ligakonkurrenten Cagliari Calcio. Fortin konnte sich gegen den gesetzten Torhüter Antonio Chimenti nicht durchsetzen, kam allerdings dennoch zu einigen Einsätzen in der Serie A. Im Januar 2008 entschied er seine Laufbahn bei Vicenza Calcio fortzusetzen. Nach rund zweieinhalb Jahren als Stammtorwart verlängerte er seinen Vertrag in Vicenza nicht und unterschrieb zur Saison 2010/11 einen Kontrakt beim zyprischen Erstligisten AEK Larnaka. Dort absolvierte er bis 2012 16 Spiele. Nach zweijähriger Vereinslosigkeit wechselte Fortin im Juli 2014 in seine Heimatstadt zum FC Calvi Noale, der in der italienischen vierten Liga spielt.